# Taquipayanaku
Taquipayanaku, también escrito Takipayanaku, es un conjunto de versos y coplas que se improvisa en el Carnaval de varias zonas vallunas y altiplánicas de Bolivia. El año 2015 Cochabamba declaró Patrimonio Cultural Intangible del Departamento al Taquipayanaku Valluno.

## Características
En quechua de Bolivia, taquipayanaku significa "cantémonos", "cantemos todos". Estas coplas surgen del wawaki y la qashwa, poemas líricos de la época incaica que se entonaban durante el cambio de estación y servían para promover el cuidado de los cultivos.
  

Por lo general, los taquipayanakus terminan con rima y se cantan en quechua, español o quechuañol. En un tono pícaro, los taquipayanakus suelen hacer referencia al tamaño de genitales, la guerra de los sexos y las relaciones de poder en las parejas  De igual manera, critican al gobierno municipal, departamental o central. Las "pandillas" o grupos que recorren las calles interpretando las coplas se van arengando entre sí. Al canto lo acompañan zapateo y música de charangos y acordeones.  Según un reportaje de 2013, en Cochabamba un hombre y una mujer se respondieron como sigue: 
“Este es el regalo de la Pachamama, llevarte esta noche directo a mi cama” (dice el hombre) 

“Tengo que rezar todito el rosario para que vuelva a cantar ese tu canario” (le responde la mujer). 
Al mismo tiempo, las pandillas y el público consumen platos típicos. En Cochabamba, por ejemplo, se consume lapping, kallu, puchero, chicha y frutas de temporada. 
En Cochabamba se lleva a cabo un festival anual de taquipayanakus al final del Carnaval. De igual modo, se desarrollan competencias de takipayanakus en distintos municipios de este departamento. El festival departamental se lleva a cabo desde inicios del siglo XXI, como continuación de un festival similar que organizaba Radio San Rafael. En este festival participan grupos de todo el departamento, incluyendo algunos que llegan de lugares limítrofes con Potosí y Santa Cruz.